# Vaja Tarhnișvili
Vaja Tarhnișvili (georgiană ვაჟა თარხნიშვილი; n. 25 august 1971, Gori, Georgia) este un ex-fotbalist georgian, actualmente retras din activitate. El a evoluat 13 ani ca fundaș la clubul Sheriff Tiraspol din Divizia Națională. El a fost membru al echipei naționale de fotbal a Georgiei.
Din 2012 este numit în calitate de director sportiv al clubului Sheriff Tiraspol, iar din 2014 director general.
1. ↑  Tarkhnishvili aiming high with Sheriff

## Palmares
- Divizia Națională (11):2000-01, 2001-02, 2002-03, 2003-04, 2004-05, 2005-06, 2006-07, 2007-08, 2008-09, 2009-10, 2011–12

- Cupa Moldovei (7): 1999, 2001, 2002, 2006, 2008, 2009, 2010

- Supercupa Moldovei (4): 2003, 2004, 2005, 2007

- Cupa CSI (2): 2003, 2009